# Benchekroun
Cette page présente le nom de famille Benchekroun ainsi que ses variantes.
 (décembre 2020).
- Si vous ne connaissez pas le sujet, laissez ce bandeau (vous pouvez alors contacter les auteurs).
- Si vous supprimez le contenu mis en cause (vous pouvez préalablement contacter les auteurs),

argumentez précisément cette suppression dans la page de discussion
(un manque de référence n'est pas un argument ; une recherche réelle de référence doit avoir été effectuée, être formellement documentée).
Benchekroun (en arabe : بن شقرون) est un patronyme désignant l'une des plus grandes familles marocaines de l'ancienne médina de Fès, elle est considérée, à côté d'autres familles anciennes de Fès, comme la première élite du Maroc.

## Étymologie
Chekroun (en arabe : شكرون) est un nom d’origine arabe formé à partir de Shukr (en arabe : شكر) et signifie «  celui qui est reconnaissant », Ben signifie « fils de » ou « descendant de » ainsi le nom Benchekroun pourrait signifier « le fils de celui qui est reconnaissant ».   

## Écrivains
- Siham Benchekroun romancière, nouvelliste et poétesse marocaine.